# Poręba Górna (gromada)
Poręba Górna – dawna gromada, czyli najmniejsza jednostka podziału terytorialnego Polskiej Rzeczypospolitej Ludowej w latach 1954–1972.
Gromady, z gromadzkimi radami narodowymi (GRN) jako organami władzy najniższego stopnia na wsi, funkcjonowały od reformy reorganizującej administrację wiejską przeprowadzonej jesienią 1954 do momentu ich zniesienia z dniem 1 stycznia 1973, tym samym wypierając organizację gminną w latach 1954–1972.
Gromadę Poręba Górna z siedzibą GRN w Porębie Górnej utworzono 1 sierpnia 1955 w powiecie miechowskim w woj. krakowskim z części obszarów wyłączonych z gromady Mostek w tymże powiecie, a mianowicie: wsi Poręba Górna i Zasępiec oraz części wsi Budzyń położonej na zachód od osi drogi Glanów–Lgota Wielka. Dla gromady ustalono 16 członków gromadzkiej rady narodowej.
1 stycznia 1958 gromadę przyłączono do powiatu olkuskiego w tymże województwie.
31 grudnia 1959 do gromady Poręba Górna przyłączono wieś Porąbka ze zniesionej gromady Sucha w powiecie olkuskim.
31 grudnia 1961 z gromady Poręba Górna wyłączono wieś Porąbka włączając ją do gromady Jangrot, po czym gromadę Poręba Górna zniesiono, włączając jej (pozostały) obszar do nowo utworzonej gromady Wolbrom.